# İbrahim Toraman
İbrahim Toraman (Sivas, 20 novembre 1981) è un ex calciatore turco, di ruolo difensore.

## Palmarès

### Club

#### Competizioni nazionali
- Campionato turco: 1

Beşiktaş: 2009
- Coppa di Turchia: 4

Beşiktaş: 2006, 2007, 2009, 2011
- Supercoppa di Turchia: 1

Beşiktaş: 2006